# El detectiu Conan: La bandera pirata al fons de l'oceà
El detectiu Conan: La bandera pirata al fons de l'oceà (名探偵コナン 紺碧の棺 Meitantei Konan: Konpeki no Jorī Rojā) és una pel·lícula d'anime japonesa estrenada el 21 d'abril del 2007. És l'onzena pel·lícula basada en la sèrie Detectiu Conan. A Catalunya, es va estrenar doblada al català el 6 de gener del 2018.

## Argument
En Kogoro Mouri, la Ran i en Conan estan de vacances a l'illa de Komi amb el doctor Agasa, els nens de la Lliga de Detectius Júnior i la Sonoko. A l'illa hi ha amagat un tresor llegendari que atrau tres delinqüents buscats arreu del món. Tots es guien per la llegenda local segons la qual existeixen unes ruïnes al fons del mar que amaguen el tresor que hi van deixar dues pirates. Un dels delinqüents mor en circumstàncies misterioses i en Conan haurà d'esbrinar qui l'ha matat i on és el tresor.

## Doblatge
- Estudi de doblatge: Takemaker
- Direcció: Carles Nogueras
- Traducció: Quim Roca (traducció), Dolors Casals (lingüista)
- Repartiment:[3]

| Personatge                    | Veu catalana        | Veu japonesa       |
| ----------------------------- | ------------------- | ------------------ |
| Shinichi Kudo                 | Òscar Muñoz         | Kappei Yamaguchi   |
| Conan Edogawa                 | Joël Mulachs        | Minami Takayama    |
| Ran Mouri                     | Núria Trifol        | Wakana Yamazaki    |
| Kogoro Mouri                  | Jordi Royo          | Akira Kamiya       |
| Dr. Hiroshi Agasa             | Fèlix Benito        | Kenichi Ogata      |
| Genta Kojima                  | Miquel Bonet        | Wataru Takagi      |
| Mitsuhiko Tsuburaya           | Elisabet Bargalló   | Ikue Ootani        |
| Ayumi Yoshida                 | Berta Cortés        | Yukiko Iwai        |
| Ai Haibara                    | Roser Aldabó        | Megumi Hayashibara |
| Sonoko Suzuki                 | Eva Lluch           | Naoko Matsui       |
| Inspector Juzo Megure         | Ramon Canals        | Fûrin Cha          |
| Inspector Wataru Takagi       | Marc Gómez          | Wataru Takagi      |
| Inspectora Miwako Sato        | Meritxell Sota      | Atsuko Yuya        |
| Inspector Ninzaburo Shiratori | Josep Maria Mas     | Kaneto Shiozawa    |
| Jouji Iwanaga                 | Àlex Messeguer      | Kenyu Horiuchi     |
| Kimiko Yamaguchi              | Laura Prats         | Masayo Kurata      |
| Chika Mabuchi                 | Ariadna de Guzmán   | Makiko Omoto       |
| Oficial Uehira                | Domènech Farrell    | Minoru Inaba       |
| Taro Izuyama                  | Iván Cànovas        | Nobutoshi Canna    |
| Mitsushi Matsumoto            | Santi Lorenz        | Jouji Nakata       |
| Kazuo Mima                    | Joan Carles Gustems | Takanobu Hozumi    |